# Jaroslav Vrchlický
Jaroslav Vrchlický,  född 17 februari 1853 i Louny (Laun), död 9 september 1912 i Domažlice (Taus), var en tjeckisk författare.
Vrchlický, var son till en diversehandlande och hette egentligen Emil Bohuš Frída, men antog även i det borgerliga livet sitt författarnamn, uppkallat efter ån Vrchlice vid Kutná Hora (Kuttenberg). Han började 1872 studera teologi i Prag, men övergick snart till historia och filosofi. Efter sin första akademiska examen var han 1875 informator hos en greve Montecuccoli-Laderchi i Livorno, utnämndes 1877 till sekreterare vid tekniska högskolan i Prag, 1892 till hedersdoktor vid Karlsuniversitetet, 1893 till e.o. professor i allmän litteraturhistoria och 1898 till ordinarie professor. Bland yttre utmärkelser kan nämnas ledamotskap på livstid i österrikiska herrehuset (1901) och hedersborgarskap i Prag, 1890 blev han sekreterare i tjeckiska akademiens sektion för litteratur och konst. År 1879 gifte han sig med Ludmila, en dotter till författarinnan Sofie Podlipská. 
Efter sin litterära debut 1871 i tidskriften "Svetozor", som han redigerade 1883, framträdde Vrchlický 1875 med den lyriska diktsamlingen Z hlubin (Ur djupen). Redan i denna diktsamling, som uppvisar inflytande av den tyska romantiken, framträder hans natursvärmeri. I de följande diktsamlingarna, bland andra  Sny o štěstí (Drömmar om lyckan; 1876), Duch a svět (Anden och världen, 1878) och Symfonie (1878), återspeglas även skiftande stämningar från ungdomsåren, men med fördjupad livsåskådning och nya intryck utifrån, särskilt från den romanska diktvärlden, varifrån han hämtade många konstformer, bland annat sonetter. I diktsamlingen Sfinx (1883) överväger reflektionen; i Jak táhla mračna (Huru molnen drog förbi, 1885) framskymtar en personlig tungsinthet, som längre fram övergick till stark pessimism, trots den personliga arbetslusten och livsberusningen. Dessa stämningar varierar i diktsamlingarna Zvukové v duši (Toner i själen, 1886), Motyli všech barev (Fjärilar av alla färger, 1887), Čarovná zahrada (Den förtrollade trädgården; 1888), Hořká jádra (Bittra kärnor; 1889), Bodlači z Parnassu (Törnen från Parnassen; 1892), Moje sonata (1893), Kniha Sudiček (Parcernas bok; 1895) och Překročen zenit (Zenit överskrids; 1899). En varm, vemodig stämning genomströmmar sommaridyllerna från Žamberk (Žamberské zvony; 1900), och patriotismen är förhärskande i Má vlast (Mitt fosterland; 1902). I de sista diktsamlingarna tar pessimismen och resignationen överhand, trots att Vrchlický i det längsta söker hålla livsmodet och tron på mänskligheten uppe, Prchavé illuse a věěné pravdy (Flyktiga illusioner och eviga sanningar; 1904), Tiché kroky (Stilla steg; 1905) och Zapady (Solnedgång; 1907). I denna flödande lyrik, som fyller 40 volymer, intas ett hedersrum av de av djup livserfarenhet präglade Pisně poutnika (Pilgrimens visor; 1895) och de formellt glänsande fyra samlingarna Sonely samotáře (Enstöringens sonetter; 1893-96). 
Som ren lyriker var Vrchlický inte någon djup psykolog och med sin optimism och livsberusning stod han främmande för det patologiska. Det är tillfällighetsdikt i ordets egentliga bemärkelse, improvisationer med deras förtjänster och svagheter, men med en formell virtuositet. Naturen och hjärtat är de strängar, som han oupphörligt spelade på; kärleken var för honom en ren känslosak, utan tragiska eller sociala konflikter, och om döden i motsats till livets oförgänglighet skrev han många av sina yppersta dikter (till exempel i den lilla samlingen E morta (Hon är död; 1889). 
Samtidigt med denna rikt flödande centrallyrik, som återspeglar både skaldens eget känsloliv och de många intrycken av främmande litteraturströmningar, särskilt de romanska, följde en serie episk-lyriska dikter, ballader, romanser, skaldeprofiler och dylikt, i vilka skalden sökte i konkreta bilder poetiskt framställa fragment ur mänsklighetens hävder, ett utvidgat motstycke till Victor Hugos "Légende des siècles". Början gjordes 1876 med Epické básně (Fornnordiska motiv) och den poetiska berättelsen Satanella. Diktcykeln Vittoria Colonna 1877 skildrar Michelangelos själskamp. Den universella stoffvärld, som redan visar sig i "Ande och värld" med den prologen av Seklerna inför Guds tron, utvidgades genom Mythy (1879 och 1880), Nově epické basně (1881), Stare zvěsti (Gamla sägner; 1883), Perspektivy (1884), Zlomky epopeje (Fragment av en hjältedikt; 1886), Dědictvi Tantalovo (Tantali arv; 1888), Fresky a gobeliny (1890), Breviř moderního člověka (En modern människas breviarium; 1892), Nové zlomky epopeje (1894), Skvrny na slunei (Fläckar på solen; 1897), Bohy a lidové (Gudar och människor; 1899), Votivné deski (Votivtavlor; 1902) m.fl. I särskilda diktcykler behandlas Hilarion (1882) och Twardowski (1885), båda påverkade av Vrchlickýs Goethe- och Dantestudier och poetiskt analyserande den sinnliga naturens kamp med anden, den förra byggd på en medeltida legend, den senare på ett polskt motiv. 
Vrchlickýs omfångsrikaste verk är den episka dikten Bar-Kochba (1897), den gamla judendomens sista resningskamp under den romerska kejsartiden. Trots han poetiskt behärskade alla tidsåldrar från den bibliska urtiden fram till renässansen, förblev han på samma gång tjeckisk patriot, men stod främmande inför den politiska kampdiktningen. Den tjeckiska fosterjorden och dess historiska minnen hade i honom en av sina varmaste lovkvädare, och i diktsamlingen Selské ballady (1886) skildras sociala scener i Böhmen på 1600-talet. I början var han starkt påverkad av den franska nyromantiken och "les Parnassiens", men hans eklektiska idealism var lika mottaglig för österländska och nordiska intryck, till exempel hjältedikten Vineta (1903), även för den grekiska antiken, vars myter han ofta upptog med en lekande satir. På 1890-talet inträdde en förändring i hans skaldeväsen. Tonen blev mer allvarlig och elegiskt vemodig, men formen på samma gång enklare och skönare. En viss bitterhet över andlig isolering och otacksamhet från det nya släktets sida gör sig också märkbar i hans senaste diktsamlingar. 
Som dramatiker var Vrchlický mindre betydande, trots att han skrev 34 skådespel och komedier, till exempel det historiska lustspelet Noc na Karlštejně (En natt på Karlstein; 1884). Med förkärlek behandlade han antika stoff, till exempel trilogin Hippodamia (1883-91), med musik av Zdeněk Fibich. Även som prosaist framträdde han genom de tre novellettsamlingarna Povidky ironické a sentimentalní (1886), Barevné střepy (Brokiga skärvor; 1887) och Nové barevné střepy (1892). Han författade också några essäsamlingar, som behandlar den franska poesin, Studie a podobizny (1892), Nové studie (1897), O knihách a lidech (Böcker och människor; 1899) och ett mindre arbete om den moderna franska romanen. Dessutom redigerade han den litterära tidskriften "Maj" och ledde 1897-99 utgivningen av antologin "Česká poesie v XIX věku". 
En viktig sida av Vrchlickýs skriftställarskap var slutligen hans poetiska översättningar, främst av romansk litteratur. Bland hans översättningar kan nämnas Dantes Den gudomliga komedin och I livets vår (1879-90), Tassos "Gerusalemme liberata" (1890), Ariostos "Orlando furioso" (1893), Camões "Luciados" (1902), Goethes "Faust" (1890), Mickiewicz "Dziady", "Cid" (1900), antologierna "På gästabud hos främmande skalder" (1891), "Från främmande parnasser" (1895), Tre böcker italiensk lyrik (1894), Fransk diktkonst i nyare tid (1877), Moderna franska skalder (1893), Moderna engelska skalder (1898) och en tysk antologi.

## Eftermäle
Asteroiden 6086 Vrchlický är uppkallad efter Jaroslav Vrchlický.